# レモンマン
レモンマンは、アニマックス『みんなあつまれ!アニメっこ』の番組オリジナルキャラクター。（声：田村ゆかり）

## 概要
1999年に誕生、2001年11月よりポッカコーポレーション（現・ポッカサッポロフード&ビバレッジ）商品のキャラクターに起用。
レモンマンの家族と仲間達を新たに加えたポッカ商品インフォマーシャルが制作、放送されている。
2009年3月10日にはレモンマンゲームがオープン。2009年2月27日にはレモンマンアイランドがオープンした。

## キャラクター
- パパとママが大好き。音楽も大好きで頭につけているヘッドフォンがお気に入り。童話作家のパパのお話をいつも楽しみにしている。

## 放送時間
アニマックスにて、時間は変動するが基本的に朝・昼・夕方に放送。アニマックスのスペシャルページでも動画が配信されている。また、ポッカ公式サイトでも見ることができる。

### POKKA アニメーションインフォメーションCM集
アニマックスで配信されているCM
- 「ぼうけん!パスタ島」へん（2002年5月）
- 「スープショー」へん（2002年9月）
- 「たいせつなコトコト」へん（2002年9月）
- 「パパのおはなし」へん（2003年3月）
- 「ミルクおうじがやってきた」へん（2003年3月）
- 「ほしぞら」へん（2003年12月）
- 「みんなともだちベジタブル」へん（2003年12月）
- 「パパびっくり」へん（2004年4月）
- 「レモン ア デイ」へん（2004年4月）
- 「なべおじさんとなべのくに」へん（2004年11月）
- 「おもいでのホットレモネード」へん（2004年11月）
- 「うみにいく」へん（2005年5月）
- 「ママのたんじょうび」へん（2005年5月）
- 「うみのミルク」へん（2005年11月）
- 「ぎんのスプーン」へん（2005年11月）
- 「まぼろしのみずうみ」へん（2006年5月）
- 「クエンさんのまほうびん」へん（2006年5月）
- 「ちょうしょくだいさくせん」へん（2007年3月）
- 「グランバがやってきた」へん（2007年3月）
- 「ゴー!ゴー!パスタとう」へん（2008年3月）
- 「ミルクおうじとクエンさんのマジックショー」へん（2008年3月）

### アニマックスCM　クレイアニメの愉快な物語
ポッカホームページで配信されている
- GO!GO!パスタ島 篇
- ミルク王子とクエンさんのマジックショー 篇
- 朝食 篇
- 新クエンさんの歌 篇
- 新レモネーズ 篇

### はちみつレモン
レモンマンが活躍する新しいアニメーション
- レモンマンの歌 篇
- 大きなレモンの木 篇

## グッズ
- レモンマンTシャツ

アニマックスオンラインショップで限定販売されていた。
- レモンマンフィギュアコレクション

「ポッカ キレートレモンデイケアウォーター」を購入すると付録で付いてくる玩具。レモンマン、レモンパパ、レモンママ、チェリーちゃん、ベリーちゃん、ドリアン先生の6種類ある。
- レモンマンスプーン

「ポッカ100レモン」を購入すると付録で付いてくる。

## その他のキャラクター
- レモンパパ（声：岡野浩介）
- レモンママ（声：ならはしみき）
- グランパ（声：八奈見乗児）
- ドリアン先生
- ドリアンシスターズ
- チェリーちゃん
- ベリーちゃん
- 鍋おじさん
- クエンさん
- ミルク王子
- スープン
- パスタおばさん